# 버미즈
버미즈(Burmese)는 고양이 품중의 하나이다.
중간 크기로 유연하고 동양적인 형태를 띠고 있다. 늠름한 체격에 털이 짧다. 갈색·파란색·빨간색 털에 둥근 황금색 눈을 가지고 있다. 1930년  미얀마로부터 미국에 들어온 웡마우(Wong Mau)라는 암컷이 개량된 품종이다.
미국 버미즈와 영국 버미즈 2가지가 있으며 각각 다른 신체적 특징을 가진다.
원산지는 미얀마 샴과의 교배에 의해 탄생하였다.

## 같이 보기
- 고양이의 품종 목록

## 참고 자료
- 이 문서에는 다음커뮤니케이션(현 카카오)에서 GFDL 또는 CC-SA 라이선스로 배포한 글로벌 세계대백과사전의 내용을 기초로 작성된 글이 포함되어 있습니다.